# Chloroflexota
Chloroflexota o Chloroflexi es un filo de bacterias filamentosas que es estructural y filogenéticamente Gram positivo debido a que es monodérmico, es decir, presenta una sola membrana celular. Sin embargo, la tinción Gram presenta diferentes resultados, tiñéndose a veces como Gram negativo, dependiendo del grosor de la pared celular que puede ser muy delgada. Anteriormente fueron conocidas como bacterias verdes no del azufre, sin embargo no es completamente correcto porque ni todas estas bacterias son verdes fotosintéticas, y algunas pueden utilizar compuestos reducidos de azufre como donadores de electrones.
Tienden a formar colonias encerradas en envolturas típicamente filamentosas, y se mueven mediante deslizamiento sobre superficies. Muchas especies son termófilas.
Thermomicrobia se consideró un filo, pero ahora es una clase dentro de Chloroflexota. Cavalier-Smith denomina a estos dos grupos Chlorobacteria y considera que son las bacterias más primitivas. En 2020 Cavalier-Smith en un análisis del múltiples proteínas ribosómicas ha encontrado que Cloroflexota conforma el grupo más basal de todos los organismos celulares, siendo a la vez las bacterias un grupo parafilético con respecto a las arqueas y los eucariotas.

## Grupos
- Anaerolineae: Bacterias filamentosas mesófilas o termófilas que habitan en aguas residuales, lodo y en el profundo subsuelo marino, con un metabolismo heterótrofo anaerobio.[7]
- Caldilineae: Bacterias filamentosas termófilas y mesófilas.[8] Son Gram negativas, anaerobias o aerobias quimioorganótrofas.
- Chloroflexia: Generalmente fotósintéticas, filamentosas, muchas veces termófilas. Pueden ser no-fotosintéticas y marrones en la oscuridad y luego fotótrofas y verdes a la luz como Chloroflexus.
- Dehalococcoidia o Dehalococcoidetes: Habitante del subsuelo marino[9] y en acuíferos bajo la superficie de la Tierra, donde interviene anaeróbicamente en la deshalogenación de compuestos clorados.
- Ktedonobacteria: Bacterias aerobias Gram positivas formadoras de micelios y esporas.[10]
- Thermomicrobia: Son termófilas aerobias heterótrofas Gram positivas o negativas.

## Filogenia
Chloroflexota podría estar relacionado con otros filos como Cyanobacteriota, Deinococcota y los Gram positivos Bacillota y Actinobacteriota. Sin embargo, los árboles filogenéticos no son concluyentes.
Según el análisis filogenético del ARNr 16S, los subgrupos se relacionan del siguiente modo:
|  | Ktedonobacteria                                                 |
|  |                                                                 |
|  | \| \| Chloroflexia \| \| \| \| \| \| Thermomicrobia \| \| \| \| |
|  |                                                                 |
|  | Chloroflexia                                                    |
|  |                                                                 |
|  | Thermomicrobia                                                  |
|  |                                                                 |

|  | Chloroflexia   |
|  |                |
|  | Thermomicrobia |
|  |                |

|  | Dehalococcoidia                                              |
|  |                                                              |
|  | \| \| Anaerolineae \| \| \| \| \| \| Caldilineae \| \| \| \| |
|  |                                                              |
|  | Anaerolineae                                                 |
|  |                                                              |
|  | Caldilineae                                                  |
|  |                                                              |

|  | Anaerolineae |
|  |              |
|  | Caldilineae  |
|  |              |

|  | Ktedonobacteria                                                 |
|  |                                                                 |
|  | \| \| Chloroflexia \| \| \| \| \| \| Thermomicrobia \| \| \| \| |
|  |                                                                 |
|  | Chloroflexia                                                    |
|  |                                                                 |
|  | Thermomicrobia                                                  |
|  |                                                                 |

|  | Chloroflexia   |
|  |                |
|  | Thermomicrobia |
|  |                |

|  | Dehalococcoidia                                              |
|  |                                                              |
|  | \| \| Anaerolineae \| \| \| \| \| \| Caldilineae \| \| \| \| |
|  |                                                              |
|  | Anaerolineae                                                 |
|  |                                                              |
|  | Caldilineae                                                  |
|  |                                                              |

|  | Anaerolineae |
|  |              |
|  | Caldilineae  |
|  |              |